# Franz Josef Dannecker
Franz Josef Dannecker (* 24. Juni 1927 in Brenz an der Brenz; † 18. Juli 1992 in München) war ein deutscher Politiker und Rechtsanwalt.

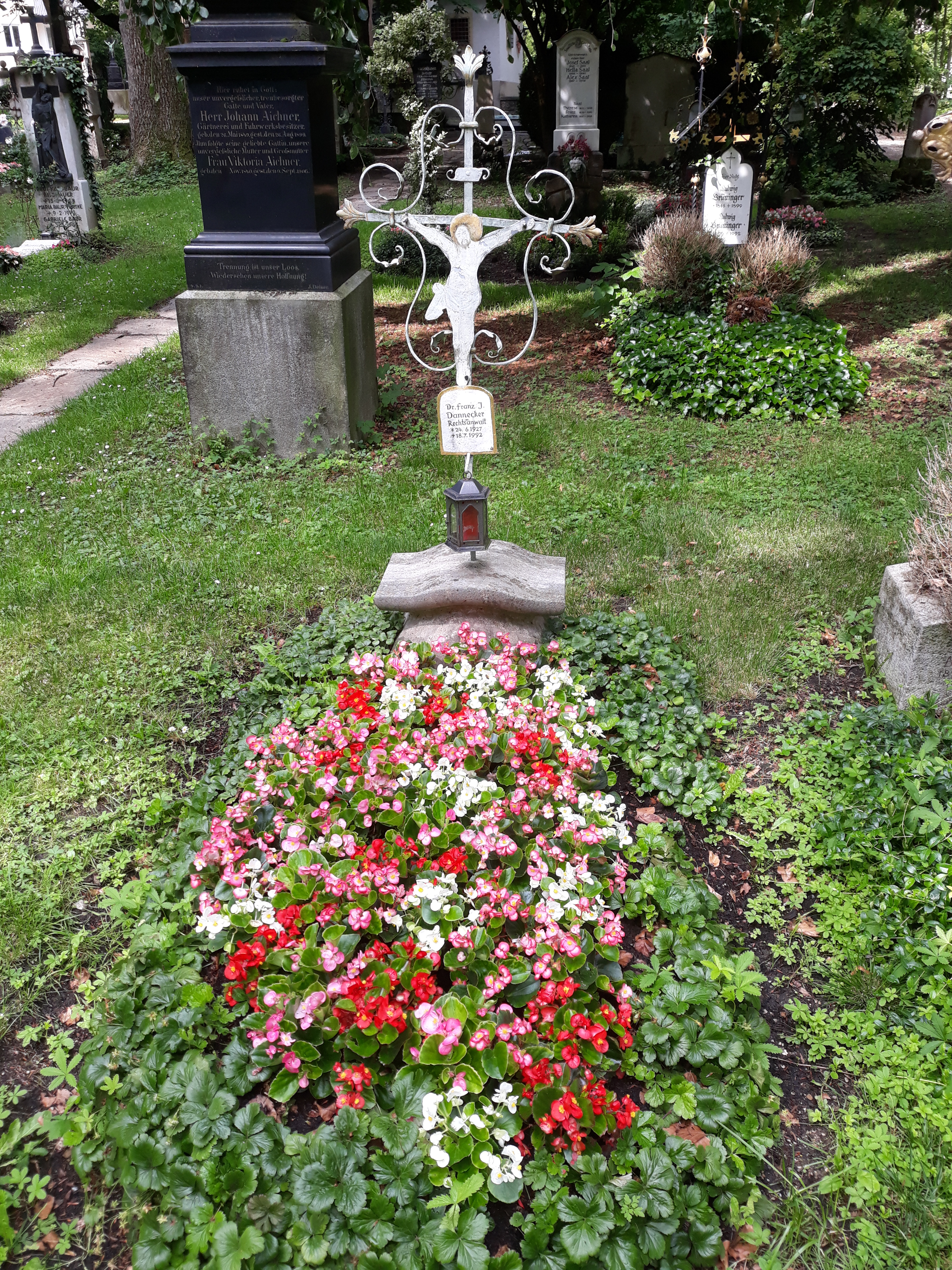
Das Grab von Franz Josef Dannecker auf dem Friedhof Neuhausen, München.

## Leben
Nach dem Abitur 1947 in Dillingen an der Donau studierte er von 1948 bis 1952 Rechts- und Staatswissenschaften an der Eberhard Karls Universität Tübingen und schloss 1952 mit der ersten juristischen Staatsprüfung ab. Seit 1950 war er Mitglied der katholischen Studentenverbindung AV Guestfalia Tübingen im CV. Darüber hinaus studierte er in Tübingen noch von 1952 bis 1954 Volkswirtschaft. Den juristischen Vorbereitungsdienst begann er 1955 und schloss diesen 1958 mit der großen juristischen Staatsprüfung in Stuttgart ab. 1969 wurde er an der Julius-Maximilians-Universität Würzburg bei Günther Küchenhoff zum Dr. iur. promoviert.
Dannecker war Schatzmeister und Justitiar der CSU und war Mitglied in Präsidium und Landesvorstand sowie Vorsitzender der Satzungskommission der Partei. Als dessen Rechtsanwalt galt er als einer der engsten Vertrauten von Franz Josef Strauß. 1967 sah Strauß ihn als Generalsekretär der CSU vor, scheiterte jedoch mit seinem Vorschlag an der CSU-Landtagsfraktion, die Max Streibl bevorzugte. Dannecker stellte sich nicht der Wahl.
2010 sagte der unter anderem wegen Betrugs und Bestechung angeklagte Karlheinz Schreiber vor dem Landgericht Augsburg aus, er habe 1991 etwa 1,4 Millionen Mark in fünf Teilen entweder an Dannecker, damals CSU-Justitiar, oder auf dessen Anweisung auf ein Schweizer Nummernkonto gezahlt. Das Geld habe aus Provisionen gestammt, die aus dem Geschäft zwischen Thyssen und Saudi-Arabien für Fuchs-Panzer gezahlt wurden. Die Staatsanwaltschaft Augsburg bezweifelte jedoch, dass sich die Belastung Danneckers beweisen lasse: „Interessanterweise ist der einzige Zeuge wieder mal ein Toter.“

## Auszeichnungen
- Bayerischer Verdienstorden (1975)

## Werke
- Bernhard Reichert, Franz J. Dannecker, Christian Kühr: Handbuch des Vereins- und Verbandsrechts. Luchterhand, Neuwied, Darmstadt 1987, ISBN 3-472-41033-7.